# Henry Archer
Henry Archer (1799-1863) fue un abogado, inventor y promotor ferroviario pionero nacido en Irlanda. Inventor de la primera máquina práctica para perforar los bordes de los sellos de correos, también es conocido por haber promovido en Gales la construcción del Ferrocarril de Festiniog, una de las líneas más antiguas del Reino Unido.

## Semblanza
Archer era hijo de un terrateniente irlandés y se educó en el Trinity College de Dublín. Perteneciente al Colegio de Abogados de Irlanda, pasó la mayor parte de su vida entre el norte de Gales y Londres. 
Es conocido como promotor del Ferrocarril de Festiniog, que fue la obra principal de su vida, y su larga e infructuosa tarea para llevar adelante los diversos proyectos ferroviarios y portuarios de Porth Dinllaen.
En 1829 conoció al empresario Samuel Holland Jnr., de la mina de pizarra Rhiwbryfdir en Blaenau Ffestiniog, que regresaba de Caernarfon. Holland había viajado como pasajero en el tranvía de Nantlle arrastrado por caballos, y en una conversación, Archer expresó su interés por el Tranvía de Nantlle, que aparentemente estaba buscando discretamente un comprador. Se dice que Holland le sugirió a Archer que debería olvidarse del Tranvía de Nantlle, y dedicar sus energías a construir un ferrocarril adecuado desde Ffestiniog a Porthmadog. Siguió una detallada y reveladora conversación, que hizo que Archer se involucrara con Holland en la promoción de la Compañía del Ferrocarril de Ffestiniog. 
Se nombró a Archer director gerente, encargado de recaudar el capital inicial de 24.185 libras, en gran parte en la bolsa de Dublín (e incluyendo 11.905 libras de su propio bolsillo). También fue la fuerza impulsora del Proyecto de Ley que autorizó el ferrocarril a través del Parlamento, y gestionó la empresa durante la construcción y durante sus primeros años, cuando tuvo que persuadir a los industriales de las canteras de pizarra, recelosos de confiar el transporte de su producto al ferrocarril. Archer discutió con sus colegas directores, con el estado de Oakeley y con James Spooner, y tras la apertura de la línea fue menos activo en los asuntos de la compañía del ferrocarril.
En 1836 demandó a la compañía del Ferrocarril de Ffestinog por su salario, llegando a un acuerdo sustancial. Nominalmente permaneció como Director Gerente hasta 1856 y como director hasta 1860, cuando el Ferrocarril le otorgó una pensión de 100 libras anuales como creador de la línea y por dedicar muchos años a su servicio.

## Filatelia
Henry Archer fue el inventor de la primera máquina perforadora de sellos, que patentó en 1848, para facilitar la separación de los sellos. Después del exitoso Ensayo del Príncipe Consorte en 1853, vendió sus derechos y patentes al director general de Correos por 4000 libras. En las primeras pruebas, sus máquinas alternativas Archer Roulette no funcionaron bien.
Archer murió en Francia en 1863.